# Stróż
Stróż – obraz olejny namalowany przez polskiego malarza Henryka Rodakowskiego w 1868 roku, znajdujący się w zbiorach Muzeum Sztuki w Łodzi.

## Opis
W 1867 roku Henryk Rodakowski przeprowadził się wraz z rodziną z Paryża do Lwowa, a następnie do majątku swego brata Maksymiliana w Pałahiczach. Tam stworzył kilkanaście obrazów, między innymi cykl Album Pałahickie oraz portret psa podwórzowego zatytułowany Stróż. Drugi, podobny do Stróża, obraz przedstawiający psa Duxa nie zachował się do naszych czasów. W dorobku Rodakowskiego obejmującym również kilka prac ukazujących zwierzęta, portret psa namalowany w Pałahiczach wyróżnia się mistrzowsko uchwyconym wyrazem oczu.